# Cvrček polní
Cvrček polní (Gryllus campestris) je druh hmyzu z řádu rovnokřídlých. Žije na mezích, travnatých stráních a sušších loukách. Sameček si vyhrabává v zemi chodbičky, v jejichž blízkosti se zdržuje. Na jaře u jejich vchodu vyluzuje pronikavý melodický cvrkot. 

## Rozšíření
V České republice žije 11 druhů cvrčků. Cvrček polní je využíván jako potrava pro agamy, chameleony, pavouky, hady apod.
V čeledi cvrčkovitých je popsáno více než 900 druhů. Jsou rozšířeny v celém světě kromě zeměpisných šířek 55° a vyšších; nejvíce druhů žije v tropickém pásmu.

## Popis
Cvrček polní má černou barvu s obvykle žlutou bází krytek a načervenalou zadní stranou stehen. Křídla jsou převážně kratší než krytky (přeměněný přední pár křídel). Sameček je dlouhý 18-26 mm, délka krytek 10,5–16 mm. Samička bývá o něco větší, 19–27 mm, délka krytek 10–17 mm. Kladélko samice je dlouhé 8,5–15 mm. Samečkové vyluzují zvuk třením předního páru křídel, jímž vymezují území a zároveň lákají samičky. Cvrček polní se živí výhonky, jemnými lístky a trávou. Občas si doplňuje potravu drobným hmyzem.

## Reprodukce
Samečci setrvávají ve své chodbičce a zuřivě ji brání, zatímco samičky vedou toulavý život v okolí. Doba páření tohoto jednogeneračního druhu trvá od května do června. Samečci z plošinky u ústí chodbičky lákají samičky zásnubní stridulací. Cvrčí přes den a zkraje noci, je-li dost teplo. Po spáření klade samička asi 600 vajíček dlouhým kladélkem do země u chodbičky nebo přímo do ní. Od června do půli července se líhnou nymfy a přezimují během desátého nebo jedenáctého instaru. K poslednímu svlékání dochází koncem dubna nebo počátkem května.

## Ochrana
Druh je nelétavý a není schopen migrace na větší vzdálenosti; nemůže proto obnovit populaci po místním vyhynutí.
Jeho stavy klesají a dostaly se na červený seznam ve velké části střední a severní Evropy, např. ve Spojeném království, Německu, Nizozemsku, Belgii, Lucembursku, Dánsku a Litvě. Naději vzbuzují snahy v Pulborough Brooks (Sussex, Anglie) a v Německu zastavit pokles stavů a omezit příbuzenskou reprodukci translokací nymf do ohrožených lokalit.

## Cvrččí zápasy
Ve staré Číně se pořádaly cvrččí zápasy. Využívalo se bojovnosti samců, kteří při spatření jiného samečka začnou bojovně cvrkat. Pokud žádný ze soupeřů neustoupí, pustí se cvrčci do sebe kousáním. Vítězní samečci byli ukládáni do stříbrných klícek. Tato tradice v Číně přetrvala dodnes.